# Арагуасу

Арагуасу на карте штата.

Арагуасу (порт. Araguaçu) — муниципалитет в Бразилии, входит в штат Токантинс. Составная часть мезорегиона Западный Токантинс. Входит в экономико-статистический микрорегион Риу-Формозу. Население составляет  8 786 человек на 2010 год. Занимает площадь 5 167,797 км². Плотность населения — 1,70 чел./км².

## История
Город основан 14 ноября 1958 года.

## Демография
Согласно сведениям, собранным в ходе переписи 2010 г. Национальным институтом географии и статистики (IBGE), население муниципалитета составляет:
| Полное население                               | Полное население                               | Полное население                               | Полное население                               | 8 786 |
| ---------------------------------------------- | ---------------------------------------------- | ---------------------------------------------- | ---------------------------------------------- | ----- |
| в том числе:                                   | Городское население                            | 5 882                                          | Процент городского населения, %                | 66,95 |
|                                                | Сельское население                             | 2 904                                          | Процент сельского населения, %                 | 33,05 |
|                                                | Мужское население                              | 4 511                                          | Процент мужского населения, %                  | 51,34 |
|                                                | Женское население                              | 4 275                                          | Процент женского населения, %                  | 48,66 |
| Плотность населения, чел/км²                   | Плотность населения, чел/км²                   | Плотность населения, чел/км²                   | Плотность населения, чел/км²                   | 1,70  |
| Население муниципалитета в % к населению штата | Население муниципалитета в % к населению штата | Население муниципалитета в % к населению штата | Население муниципалитета в % к населению штата | 0,64  |

По данным оценки 2016 года население муниципалитета составляет 8 777 жителей.

## Статистика
- Валовой внутренний продукт на 2003 составляет 39 939 251,00 реал (данные: Бразильский институт географии и статистики).
- Валовой внутренний продукт на душу населения на 2003 составляет 4373,55 реала (данные: Бразильский институт географии и статистики).
- Индекс развития человеческого потенциала на 2000 составляет 0,750 (данные: Программа развития ООН).

## География
Климат местности: тропическая полупустыня.

## Важнейшие населенные пункты
| № | Населённый пункт | Населённый пункт (порт.) | Категория | Население чел. (2010) | На карте                        |
| - | ---------------- | ------------------------ | --------- | --------------------- | ------------------------------- |
| 1 | Арагуасу         | Araguaçu                 | город     | 5 882                 | 12°55′50″ ю. ш. 49°49′39″ з. д. |
| 2 | Баянополис       | Baianópolis              | поселок   | 252                   | 12°45′14″ ю. ш. 50°01′30″ з. д. |
| 3 | Мариландия       | Marilândia               | поселок   | 176                   | 12°59′12″ ю. ш. 49°35′29″ з. д. |
| 4 | Минерополис      | Mineropolis              | поселок   | 63                    | 12°50′44″ ю. ш. 49°55′40″ з. д. |